# Мордвины (деревня)
Мордвины — деревня в Ковровском районе Владимирской области России, входит в состав Ивановского сельского поселения.

## География
Деревня расположена на берегу речки Нерехты в 9 км на юго-запад от центра поселения — села Иваново и в 33 км на юг от райцентра — города Коврова.

## История
В конце XIX — начале XX века деревня входила в состав Смолинской волости Судогодского уезда, с 1926 года в составе Клюшниковской волости Ковровского уезда. В 1859 году в деревне числилось 20 дворов, в 1905 году — 56 дворов, в 1926 году — 56 дворов.
С 1929 года деревня входила в состав Дмитриевского сельсовета Ковровского района, с 1940 года — в составе Смолинского сельсовета, с 2005 года в составе Ивановского сельского поселения.

## Население
| 1859 | 1905 | 1926 | 2002 | 2010 | 2021 |
| ---- | ---- | ---- | ---- | ---- | ---- |
| 222  | ↗243 | ↗284 | ↘51  | ↘38  | ↗51  |